# Siarhiej Paliciewicz
Siarhiej Eduardawicz Paliciewicz (biał. Сяргей Паліцевіч, ros. Сергей Политевич, Siergiej Politiewicz; ur. 9 kwietnia 1990 w Lidzie) – białoruski piłkarz występujący na pozycji obrońcy. Mistrz Wyszejszej lihi Białorusi (2020).

## Kariera klubowa
| Sezon   | Klub                   | Kraj       | Rozgrywki        | Mecze | Bramki |
| ------- | ---------------------- | ---------- | ---------------- | ----- | ------ |
| 2007    | Naftan Nowopołock      | Białoruś   | Wyszejszaja liha | 11    | 1      |
| 2008    | Krylja Sowietow Samara | Rosja      | Priemjer-Liga    | 0     | 0      |
| 2009    | Krylja Sowietow Samara | Rosja      | Priemjer-Liga    | 0     | 0      |
| 2010    | Naftan Nowopołock      | Białoruś   | Wyszejszaja liha | 11    | 1      |
| 2010    | Naftan Nowopołock      | Białoruś   | Wyszejszaja liha | 30    | 5      |
| 2011    | Dynama Mińsk           | Białoruś   | Wyszejszaja liha | 29    | 1      |
| 2012    | Dynama Mińsk           | Białoruś   | Wyszejszaja liha | 27    | 2      |
| 2013    | Dynama Mińsk           | Białoruś   | Wyszejszaja liha | 25    | 3      |
| 2014    | Dynama Mińsk           | Białoruś   | Wyszejszaja liha | 28    | 2      |
| 2015    | Dynama Mińsk           | Białoruś   | Wyszejszaja liha | 22    | 0      |
| 2015/16 | Gençlerbirliği SK      | Turcja     | Süper Lig        | 6     | 1      |
| 2016/17 | Gençlerbirliği SK      | Turcja     | Süper Lig        | 28    | 0      |
| 2017/18 | Gençlerbirliği SK      | Turcja     | Süper Lig        | 28    | 0      |
| 2018    | Kajrat Ałmaty          | Kazachstan | Priemjer Ligasy  | 7     | 0      |
| 2019    | Kajrat Ałmaty          | Kazachstan | Priemjer Ligasy  | 10    | 0      |
| 2020    | Szachcior Soligorsk    | Białoruś   | Wyszejszaja liha | 5     | 0      |